# 邝瑞龙
邝瑞龙，生卒年不詳，字彪敬，籍贯广东珠海黄梁都小濠涌，清朝政治人物、武進士出身，主要职衔花翎侍卫。

## 簡歷
清朝同治十年（1871年），参加辛未科武殿试，登金榜，赐武进士出身第二甲第4名。